# 迎泽大桥
迎泽大桥，是中国山西省太原市市区汾河上的一座桥，连接了太原市万柏林区与迎泽区。

## 特点
迎泽大桥连通了迎泽大街与迎泽西大街，共同构成了太原市东西向的主干道。1952年12月开工，1953年12月底通车，桥上部构造为钢筋混凝土双悬臂加简支吊梁。1997年进行改造拓宽。1997年10月1日迎泽大桥开通仪式召开。现迎泽大桥全长970米，其中主桥长511.6米，宽50米。

## 图片

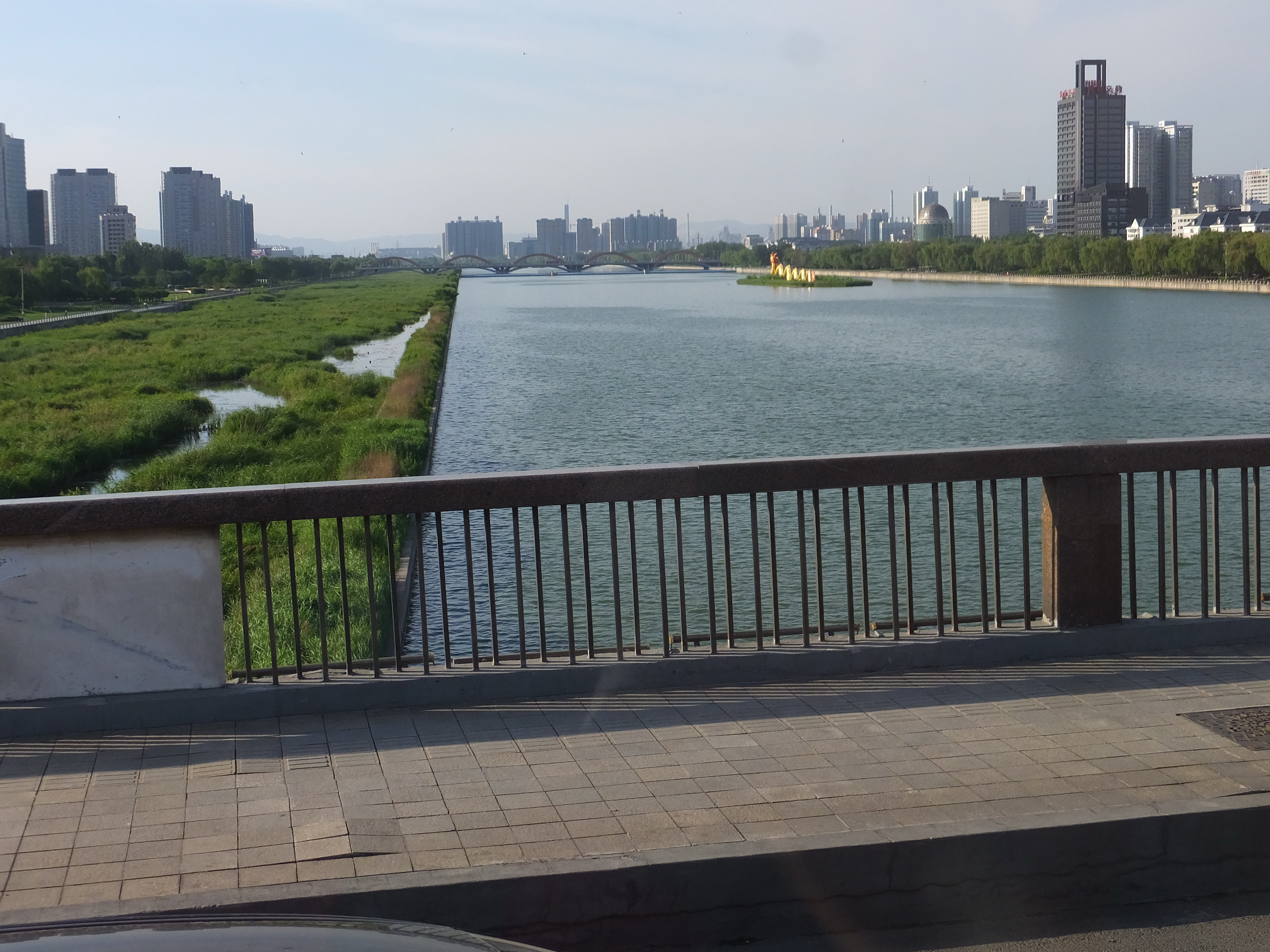
从迎泽大桥向西北方向眺望

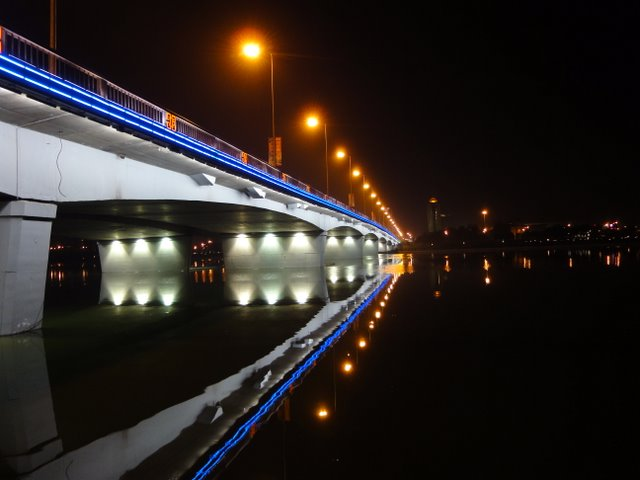
2010年的迎泽大桥

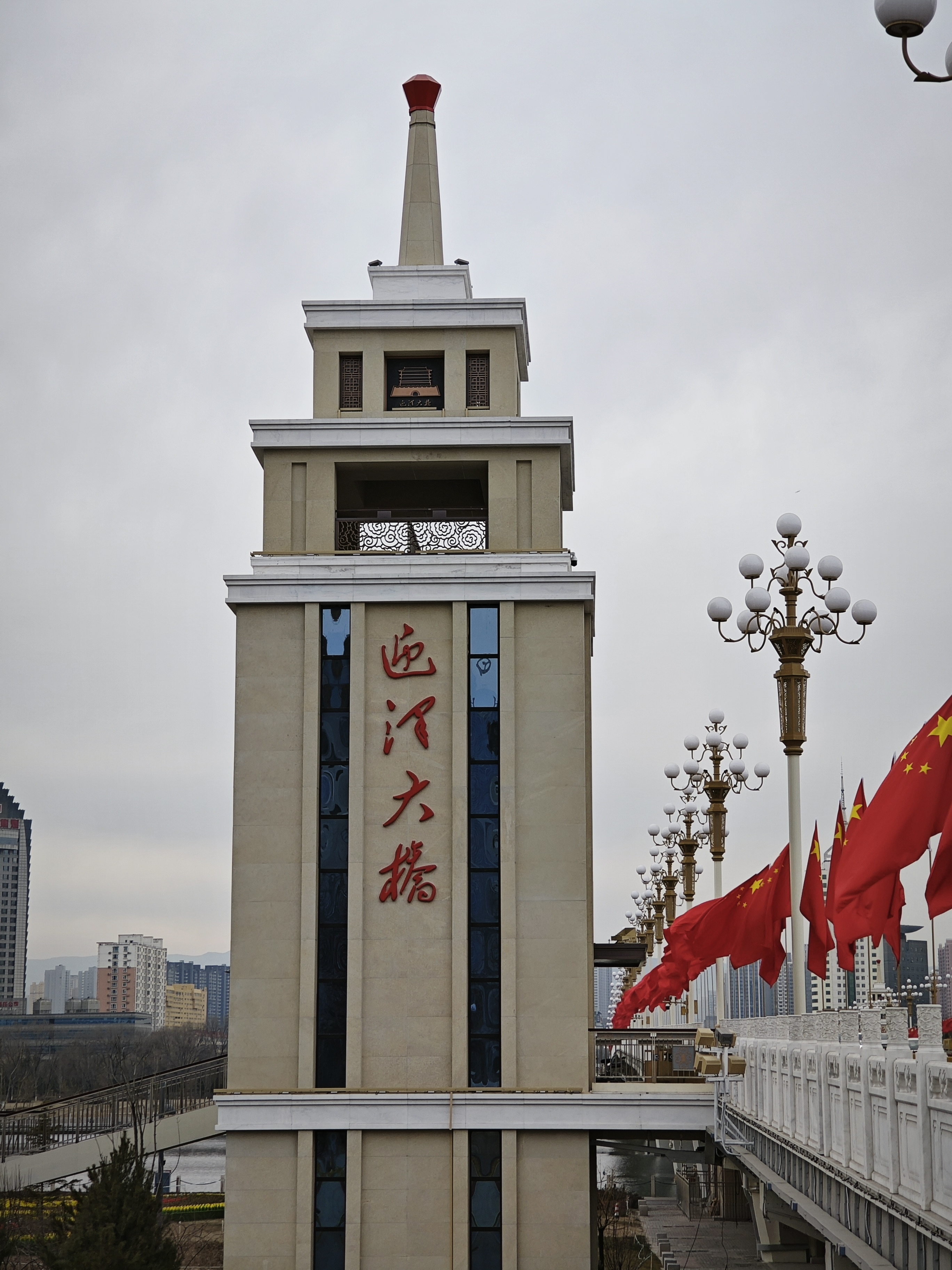
迎泽大桥新建桥头堡